# Tour de l'Ain 2011
Il Tour de l'Ain 2011, ventitreesima edizione della corsa, si svolse dal 9 al 13 agosto 2011 su un percorso di 563 km ripartiti in 4 tappe più un cronoprologo, con partenza da Bourg-en-Bresse e arrivo al Grand Colombier. Fu vinto dal francese David Moncoutié della Cofidis davanti all'olandese Wout Poels e al ceco Leopold König.

## Tappe
| Tappa  | Data      | Percorso                                              | km    | Vincitore di tappa | Leader cl. generale |
| ------ | --------- | ----------------------------------------------------- | ----- | ------------------ | ------------------- |
| Prol.  | 9 agosto  | Bourg-en-Bresse > Bourg-en-Bresse (cron. individuale) | 3,7   | Wilco Kelderman    | Wilco Kelderman     |
| 1ª     | 10 agosto | Meximieux > Saint-Vulbas                              | 139,6 | Jimmy Casper       | Wilco Kelderman     |
| 2ª     | 11 agosto | Parc des Oiseaux > Bellignat                          | 153,6 | Thibaut Pinot      | Thibaut Pinot       |
| 3ª     | 12 agosto | Nantua > Lélex                                        | 131,3 | Wout Poels         | Wout Poels          |
| 4ª     | 13 agosto | Belley > Grand Colombier                              | 134,8 | Thibaut Pinot      | David Moncoutié     |
| Totale | Totale    | Totale                                                | 563   |                    |                     |

## Dettagli delle tappe

### Prologo
- 9 agosto: Bourg-en-Bresse > Bourg-en-Bresse (cron. individuale) – 3,7 km

| Pos. | Corridore              | Squadra  | Tempo |
| ---- | ---------------------- | -------- | ----- |
| 1    | Wilco Kelderman        | Rabobank | 4'33" |
| 2    | Jan Barta              | NetApp   | s.t.  |
| 3    | Jean-Christophe Peraud | AG2R     | a 1"  |

| Pos. | Corridore              | Squadra  | Tempo |
| ---- | ---------------------- | -------- | ----- |
| 1    | Wilco Kelderman        | Rabobank | 4'33" |
| 2    | Jan Barta              | NetApp   | s.t.  |
| 3    | Jean-Christophe Peraud | AG2R     | a 1"  |

### 1ª tappa
- 10 agosto: Meximieux > Saint-Vulbas – 139,6 km

| Pos. | Corridore       | Squadra  | Tempo    |
| ---- | --------------- | -------- | -------- |
| 1    | Jimmy Casper    | Saur     | 3h16'26" |
| 2    | Romain Hardy    | Bretagne | s.t.     |
| 3    | Robin Chaigneau | Skil     | s.t.     |

| Pos. | Corridore       | Squadra  | Tempo    |
| ---- | --------------- | -------- | -------- |
| 1    | Wilco Kelderman | Rabobank | 3h20'59" |
| 2    | Jan Barta       | NetApp   | s.t.     |
| 3    | Jimmy Casper    | Saur     | a 1"     |

### 2ª tappa
- 11 agosto: Parc des Oiseaux > Bellignat – 153,6 km

| Pos. | Corridore     | Squadra     | Tempo    |
| ---- | ------------- | ----------- | -------- |
| 1    | Thibaut Pinot | FDJ         | 3h43'14" |
| 2    | Rein Taaramae | Cofidis     | s.t.     |
| 3    | Wout Poels    | Vacansoleil | s.t.     |

| Pos. | Corridore     | Squadra     | Tempo    |
| ---- | ------------- | ----------- | -------- |
| 1    | Thibaut Pinot | FDJ         | 7h04'14" |
| 2    | Rein Taaramae | Cofidis     | a 2"     |
| 3    | Wout Poels    | Vacansoleil | a 5"     |

### 3ª tappa
- 12 agosto: Nantua > Lélex – 131,3 km

| Pos. | Corridore       | Squadra     | Tempo    |
| ---- | --------------- | ----------- | -------- |
| 1    | Wout Poels      | Vacansoleil | 3h16'04" |
| 2    | Pierre Rolland  | Europcar    | s.t.     |
| 3    | David Moncoutié | Cofidis     | a 2"     |

| Pos. | Corridore       | Squadra     | Tempo     |
| ---- | --------------- | ----------- | --------- |
| 1    | Wout Poels      | Vacansoleil | 10h20'13" |
| 2    | Pierre Rolland  | Europcar    | a 22"     |
| 3    | David Moncoutié | Cofidis     | a 28"     |

### 4ª tappa
- 13 agosto: Belley > Grand Colombier – 134,8 km

| Pos. | Corridore       | Squadra | Tempo    |
| ---- | --------------- | ------- | -------- |
| 1    | Thibaut Pinot   | FDJ     | 3h45'17" |
| 2    | David Moncoutié | Cofidis | a 3"     |
| 3    | Leopold König   | NetApp  | a 1'04"  |

| Pos. | Corridore       | Squadra     | Tempo     |
| ---- | --------------- | ----------- | --------- |
| 1    | David Moncoutié | Cofidis     | 14h05'55" |
| 2    | Wout Poels      | Vacansoleil | a 43"     |
| 3    | Leopold König   | NetApp      | a 1'31"   |

## Classifiche finali

### Classifica generale
| Pos. | Corridore            | Squadra     | Tempo     |
| ---- | -------------------- | ----------- | --------- |
| 1    | David Moncoutié      | Cofidis     | 14h05'55" |
| 2    | Wout Poels           | Vacansoleil | a 43"     |
| 3    | Leopold König        | NetApp      | a 1'31"   |
| 4    | Maxime Méderel       | Big Mat     | a 1'48"   |
| 5    | Robinson Chalapud    | Colombia    | a 3'26"   |
| 6    | Pierre Rolland       | Europcar    | a 3'53"   |
| 7    | John Gadret          | AG2R        | a 4'14"   |
| 8    | J.-Christophe Péraud | AG2R        | a 4'18"   |
| 9    | Darwin Atapuma       | Colombia    | a 4'30"   |
| 10   | Warren Barguil       | Bretagne    | a 4'31"   |